# Mètrica de tipus fibrat
En geometria diferencial, es pot estendre la noció d'un tensor mètric a un fibrat vectorial arbitrari, i a uns certs fibrats principals. Sovint s'anomena aquesta mètrica mètrica de fibrat, mètrica de tipus fibrat.

## Definició
Sigui M una varietat topològica i {\displaystyle \pi } : E → M un fibrat vectorial en M, llavors una mètrica en E és un morfisme de fibrat k : E ×M E → M × R del producte de fibres de E a ell mateix al fibrat trivial amb fibra R tal que la restricció de k a cada fibra sobre M és un operador bilineal no degenerat entre espais vectorials. En altres paraules, k dona un tipus de producte escalar (no necessàriament simètric o definit positiu) en l'espai vectorial sobre cada punt de M, i aquests productes canvien suaument al llarg de M.

## Propietats
Es pot equipar tot fibrat vectorial amb espai de base paracompacte amb una mètrica de tipus fibrat. Per a un fibrat vectorial de rang n, això és conseqüència de les cartes dels fibrats {\displaystyle \phi :\pi ^{-1}(U)\to U\times \mathbb {R} ^{n}}: es pot prendre la mètrica de fibrat com el pullback del producte escalar d'una mètrica en {\displaystyle \mathbb {R} ^{n}}; per exemple, les cartes ortonormals de l'espai euclidià. El grup estructura de tal mètrica és el grup ortogonal O(n).

## Exemples

### Mètrica riemanniana
Sigui M una varietat riemanniana, i E el seu fibrat tangent TM, llavors la mètrica riemanniana dona una mètrica de fibrat, i vice versa.

### En fibrats verticals
Si el fibrat {\displaystyle \pi }:P → M és un fibrat principal amb grup G, i G és un grup de Lie compacte, llavors existeix un producte escalar Ad(G)-invariant k en les fibres, près del producte escalar en l'àlgebra de Lie compacta corresponent. Més precisament, hi ha un tensor mètric k definit en el fibrat vertical E = VP tal que k és invariant respecte de la multiplicació per la dreta:
{\displaystyle k(L_{g*}X,L_{g*}Y)=k(X,Y)}
per vectors verticals X, Y i Lg és la multiplicació per la dreta per g al llarg de la fibra, i Lg* és el pushforward. És a dir, E és el fibrat vectorial que està format per el subespai vertical de l'espai tangent al fibrat principal.
Més generalment, quan es té un grup compacte amb mesura de Haar μ, i un producte escalar arbitrari h(X,Y) definit en l'espai tangent en un punt de G, es pot definir una mètrica invariant simplement promitjant en tot el grup, és a dir, definint
{\displaystyle k(X,Y)=\int _{G}h(L_{g*}X,L_{g*}Y)d\mu _{g}}
com la mitjana.
Es pot estendre aquesta noció al fibrat associat {\displaystyle P\times _{G}V} on V és un espai vectorial que transforma covariantment sota una certa representació de G.